# Идам
Идам, Иштадевата (на китайски: 神體, шэнь-ти, на санскрит: इष्टदेवता, от тиб. yid-kyi-dam-tshig) – основно понятие във Ваджраяна Будизма. Идамите са медитативи форми: женски или мъжки, мирни или защитни, единични или обединени. Те имат енергийно поле (Мандала), звукова вибрация (Мантра) принадлежат към някое от петте Буда Семейства (Будакула). Всичките им атрибути като цвят, мудра или позиция, украшения, оръжия и т.н. представляват символи на определени отвъдличностни качества, които съответният Идам изразява.
Понятието Идам е съставно: „И“ означава ум и „Дам“ означава връзка, в случая Буда с аспекта, който отговаря на индивидуалната психологическа нагласа на практикуващия. В контекста на тантричното разбиране на Будисткото Убежище Идамът присъства като един от трите корена като израз на водещите до просветление методи, които лама с приемственост може да даде на практикуващия. В по-тесен смисъл това са медитативните форми от светлина и енергия, с които се идентифицира медитиращия и които са важна част част от този метод. Идамите са проявления на Самбогакая и се визуализират или по-скоро се оставят да възникнат от пространството при медитативните упражнения Садхана. Целта на практиката с Идам е човек да разпознае и трайно да преживее съвършените му качества като свои собствени. Най-общо и донякъде условно всяка от тези медитативни форми принадлежи към някое от петте Буда Семейства, а също и към някой от четирите класа Тантра. В зависимост от качествата, които Идамите изразяват те могат да бъдат мъжки (мирен – Бхагават, полугневен – Дака, гневен – Херука) или женски (мирен – Бхагавати, полугневен – Дакини, гневен), мирни или защитни („гневни“), единични или обединени (на тибетски Яб-юм), като например идамите Чакрасамвара и Ваджрабхайрава. В тази връзка тибетските школи развиват изключително богата иконография.
Тибетския будизъм разглежда идамите не като закрилящи божества (както се разбират личните божества Ища-девата в индуистката Тантра), тяхната функция е в разпознаването на истинската природа на ума от упражняващия се. Идамите са тясно свързани с линията на приемственост, която практикуващият следва. Необходимо условие за работа с идамите е да се приеме обетът на бодхисатва – достигане на просветление за благото на всички живи същества, както и разбиране на пустотата. Задължителна е инициация (или още посвещение – на тиб. уанг) от лама, в което влиза ритуал със зачитане на текст (лунг) и обяснение на практиката (тхри). Медитацията с идами представлява цялостна трансформация на съзнанието до пълно просветление.

## Идами
- Ваджрасатва
- Авалокитешвара
- Зелената Тара
- Манджушри
- Калачакра
- Хеваджра
- Гухясамаджа
- Хаягрива
- Ваджракилая
- Чакрасамвара
- Ваджрайогини